# Oltář z Graudenz
Oltář z Graudenz (pol. Grudziądz) je gotický křídlový oltář z doby kolem roku 1390, původně umístěný v kapli hradu Řádu německých rytířů v Graudenz (Grudziądz), nyní v Národním muzeu ve Varšavě. Tzv. Mistr oltáře z Graudenz byl anonymní český malíř z přelomu 14. a 15. století.

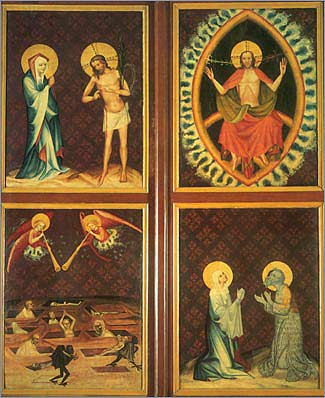
Oltář z Graudenz (zavřený)

## Popis a zařazení
Oltář je polyptych se dvěma páry pohyblivých a oboustranně malovaných křídel. Střední část má dva velké výjevy nad sebou, každý o rozměrech 123 x 204,5 cm, a na osmi deskách křídel, z nichž každá má rozměry přibližně 123 x 93 cm je celkem 16 scén.
Otevřený oltář zobrazuje "vánoční" mariologický cyklus – horní střední část Korunování se sv. Barborou a sv.Kateřinou, dolní Smrt Panny Marie. Postranní výjevy zobrazují příchod Krista – Zvěstování, Narození, Klanění tří králů a Představení Krista v chrámu.
Zavřený první pár křídel ukazuje osm obrazů pašijového cyklu – Kristus v Getsemanské zahradě, Jidášův polibek, Kristus před Pilátem, Bičování, Korunování trním, Nesení kříže, Ukřižování a Zmrtvýchvstání.
Na dalších obrazech zavřeného oltáře je Noli me tangere, Kristus Vládce, Vzkříšení mrtvých a Modlitba Panny Marie a apoštola sv. Jana.
Je pravděpodobné, že oltář je dílem dvou umělců. Hlavní mistr byl vyškolen v českém prostředí a mohl být následovníkem Mistra Třeboňského oltáře, ale používal jinou techniku malby (olejové pojidlo pigmentů). Druhý z malířů patrně přišel z Dolního Saska z okruhu Mistra Bertrama.